# Redoxreaktion
Redoxreaktioner er alle kemiske reaktioner hvor atomer får deres oxidationstrin ændret. I redoxreaktioner ses dette ofte som en overførsel af elektroner fra et stof til et andet. Andre gange ses redoxprocessen blot som en ændring i antallet af elektroner, der omgiver et atom eller gruppe af atomer.
Ordet redox er en sammensætning af ordene reduktion og oxidation. For der forgår både en reduktion af ét stof og samtidig en oxidation af et andet stof.
En oxidation defineres som en stigning i oxidationstal og en reduktion defineres som et fald i oxidationstal.

## Eksempel på en redoxreaktion Reaktionen mellemhydrogenogfluor
{\displaystyle \mathrm {H} _{2}+\mathrm {F} _{2}\longrightarrow 2\mathrm {HF} }
Vi kan skrive redoxreaktionen som to halv-reaktioner: oxidationsreaktionen
{\displaystyle \mathrm {H} _{2}\longrightarrow 2\mathrm {H} ^{+}+2e^{-}}
og reduktionsreaktionen:
{\displaystyle \mathrm {F} _{2}+2e^{-}\longrightarrow 2\mathrm {F} ^{-}}
Hvis man analyserer hver halv-reaktion hver for sig kan det gøre redoxreaktionen mere tydelig, for overordnet sker der ikke en ændring i en redoxreaktion. Antallet af elektroner der er i overskud ved oxidation skal matche antallet af brugte elektroner, der bruges i reduktionen.
Frie grundstoffer har altid oxidationstrinnet 0. I den første halvreaktion bliver hydrogen oxideret fra et oxidationstrin på 0 til +1. I den sidste halvreaktion bliver fluor reduceret fra et oxidationstrin på 0 til -1.
Når man lægger reaktionerne sammen udligner antallet af elektroner sig selv:
{\displaystyle {\frac {\begin{array}{rcl}\mathrm {H} _{2}&\longrightarrow &2\mathrm {H} ^{+}+2e^{-}\\\mathrm {F} _{2}+2e^{-}&\longrightarrow &2\mathrm {F} ^{-}\end{array}}{\begin{array}{rcl}\mathrm {H} _{2}+\mathrm {F} _{2}&\longrightarrow &2\mathrm {H} ^{+}+2\mathrm {F} ^{-}\end{array}}}}
Ionerne der kommer ud af reaktionen former sig sammen til hydrogenflourid
{\displaystyle \mathrm {H} _{2}+\mathrm {F} _{2}\,\ \longrightarrow \ 2\mathrm {H} ^{+}+2\mathrm {F} ^{-}\ \longrightarrow \ 2\mathrm {HF} }

## Bøger
- Mygind, Helge (1994): Kemi 2000 - C-niveau. Haase Forlag A/S, København. ISBN 87-559-0992-2
- Mygind, Helge m.fl. (2010): Basiskemi C. Haase Forlag A/S, København. ISBN 978-87-559-1245-8
- Pilegaard Hansen, Jens m.fl. (1988): Kemi O - obligatorisk niveau. Forlaget FAG ISBN 87-87843-33-1

| Kemi | Spire Denne artikel om kemi er en spire som bør udbygges. Du er velkommen til at hjælpe Wikipedia ved at udvide den. |